# WISE 1049-5319
盧曼16（WISE 1049−5319, WISE J104915.57−531906.1）是南天星座船帆座內的棕矮星聯星系統，距離太陽大約6.5光年（2.0秒差距）。這是自1916年測量巴納德星的自行以來發現的已知最近的棕矮星系統，和已知第三最接近太陽的系統（僅次於南門二（半人馬座α）和巴納德星）。主星的光譜類型為L7.5，伴星的類型為T0.5 ± 1（因此介於L-T轉換之間）。 盧曼16A和B的質量分別是木星質量的33.5和28.6倍，估計它們的年齡為6億至8億年。盧曼16A和B在大約3.5天文單位 的距離內互相繞行，軌道週期約為27年。

## 發現
這個棕矮星系統是由賓夕法尼亞州立大學的天文學家凱文·魯赫曼（Kevin Luhman）以NASA的口徑40公分繞地球紅外線衛星廣域紅外線巡天探測衛星（WISE）影像中發現。發現該系統的影像拍攝時間在2010年1月到2011年1月之間，並且於2013年宣布發現（在該論文中只宣布發現這個系統）。該系統是藉由比對不同曆元時拍攝的WISE影像並發現它有很高的自行。
WISE 1049-5319的位置接近大量恆星聚集的銀河平面，大量恆星的光芒讓這樣的微弱天體難以被偵測到，這也解釋了雖然它距離太陽極近，卻直到近年才被發現的原因。

### 伴星的發現

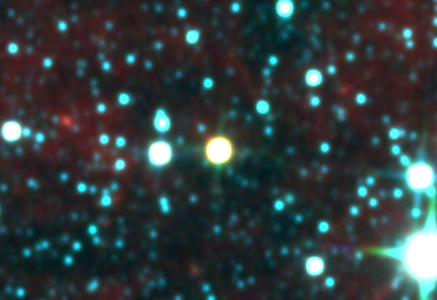
盧曼16是在WISE影像中心的黃色圓盤。沒有解析出個別的棕矮星。

盧曼16是由魯曼發現，並且和主星一起在同一篇論文公布。發現伴星的影像是由位於智利的南雙子星望遠鏡的雙子多目標光譜儀（Gemini Multi-Object Spectrograph，GMOS）拍攝於2013年2月的I波段影像。該系統成員星的解析影像角距離是1.5角秒，因此兩者投影距離是3天文單位，光度差異是0.45等。

### 先前的紀錄
雖然這個聯星系統是在2010到2011年間的WISE影像中被發現，之後分析先前部分望遠鏡所攝影像也發現到了它：數位巡天（1978年紅外線、1992年紅色波段）、紅外線天文衛星（1983年）、欧洲南方天文台（ESO）施密特望遠鏡（1984年紅色波段）、導引星表（1995年）、南天深空近紅外巡天（Deep Near-Infrared Survey of the Southern Sky，DENIS，1999）、2微米全天巡天（1999年）、AKARI（2007年）。

### 伴星的先前紀錄
在ESO的施密特望遠鏡於1984年拍攝影像中，該系統伴星顯示的影像是以方位角138度拉長的狀態。類似的方位角在2013年雙子星望遠鏡影像中也出現（見上圖）。魯赫曼因此認為1984和2013年之間的時間可能接近該系統的軌道週期（和魯赫曼於2013年推測的軌道週期差異不大）。

### 發現者
發現者凱文·魯赫曼是賓夕法尼亞州立大學的天文學家，在該校的太陽系外行星與適居行星研究中心任職。

## 名稱
羅徹斯特大學的天文學家Eric E. Mamajek將這個聯星系命名為Luhman 16或Luhman-WISE 1，而系統的成員星則命名為Luhman 16A和Luhman 16B。這個名稱來自於經常更新的華盛頓雙星目錄（WDS）。魯赫曼已經發現了許多被編入WDS的聯星系，並且在該目錄中以"LUH"表示。在WDS中已經有15個"LUH"聯星系統，而在和Mamajek的私人聯繫中，布萊恩·梅森確認WISE 1049-5319將會被加入WDS，並編號為LUH 16，即Luhman 16。而Mamajek提出的另一個替代名稱則是加入WISE合稱為Luhman-WISE 1。
使用這些名稱的理由是「比WISE J104915.57-531906這個編號更容易記住，並且更能快速紀錄」，並且「這對天體是特殊的，而且使用共22個字符的名稱（包含空格）稱呼它是愚蠢的」。

## 距離
在2013年出版的WISE 1049-5319發現論文中，它在天球上的視差是0.496 ± 0.037角秒，即距離地球2.02+0.16
−0.14秒差距或6.58+0.53
−0.46光年。
WISE 1049-5319距離推測
| 來源         | 視差mas  | 距離（pc）      | 距離（ly）      | 參考  |
| ------------ | -------- | --------------- | --------------- | ----- |
| Luhman(2013) | 496 ± 37 | 2.02+0.16 −0.14 | 6.58+0.53 −0.46 | [ 3 ] |

最佳推測結果以粗體字表示。

### 與地球的距離
目前WISE 1049-5319是距離地球第三近的恆星/棕矮星系統，只有南門二（4.37光年）和巴納德星（5.98光年）更接近地球，因此沃夫359成為距離地球第四近恆星（7.78光年）。該系統也創下如下紀錄：最接近地球的棕矮星、最接近地球的L型恆星、並可能是最接近地球的T型恆星（如果成員星B的光譜類型是T型）。

#### 與南門二的距離
WISE 1049-5319也是已知距離南門二最近的恆星/棕矮星系統，兩者相距3.63光年。這是因為兩個系統位於相同天區，並且所在的星座相鄰，不過WISE 1049-5319距離地球稍遠。在發現WISE 1049-5319以前距離南門二最近的恆星系統是太陽系。

## 在太空中的運動
WISE 1049-5319的自行極大，每年2782毫角秒。
WISE 1049-5319自行預測
| 來源         | μ, mas/yr | P. A., ° | μRA, mas/yr | μDEC, mas/yr | Ref.  |
| ------------ | --------- | -------- | ----------- | ------------ | ----- |
| Luhman(2013) | 2782      | 277      | −2759 ± 6   | 354 ± 6      | [ 3 ] |

最佳推測結果以粗體字表示。

## 延伸閱讀
- Characterization of the Nearby L/T Binary Brown Dwarf WISE J104915.57-531906.1 at 2 Parsecs from the Sun, 28 Mar 2013, A. Y. Kniazev, P. Vaisanen, K. Muzic, A. Mehner, H. M. J. Boffin, R. Kurtev, C. Melo, V. D. Ivanov, J. Girard, D. Mawet, L. Schmidtobreick, N. Huelamo, J. Borissova, D. Minniti, K. Ishibashi, S. B. Potter, Y. Beletsky, D. A. H. Buckley, S. Crawford, A. A. S. Gulbis, P. Kotze, B. Miszalski, T. E. Pickering, E. Romero Colmenero, T. B. Williams

- Fast-evolving weather for the coolest of our two new substellar neighbours, 5 Apr 2013, M. Gillon, A. H. M. J. Triaud, E. Jehin, L. Delrez, C. Opitom, P. Magain , M. Lendl, D. Queloz

- X-ray non-detection of the nearest brown dwarf binary WISE 1049--5319 （页面存档备份，存于）, 26 Apr 2013, P. Gandhi, C. Done, V. D. Ivanov, N. Huelamo

## 外部連結
- WISE Nabs the Closest Brown Dwarfs Yet Discovered （页面存档备份，存于）（Universe Today March 13, 2013）
- The closest star system found in a century （页面存档备份，存于）（phys.org March 11, 2013）
- WISE 1049-5319 ab （页面存档备份，存于）（Solstation.com）
- Checking Out Our New Neighbors（页面存档备份，存于）, astrobites.org, April 5, 2013